# Куп Мађарске у фудбалу 1913/14.
Куп Мађарске у фудбалу 1913/14. (мађ. 1913–1914-es magyar labdarúgókupa) је била пета сезона мађарског фудбалског купа. Куп се одвијао по нокаут принципу. На овом издању купа је 4. пут тријумфовала екипа МТК-а.
Због избијања Првог светског рата  куп није одржаван у периоду између 1915. и 1920. године. Турнир је обновљен у сезони 1921/22.

### Финале
| 1. екипа                  | Резултат | 2. екипа               |
| ------------------------- | -------- | ---------------------- |
| Мађарски фискултурни клуб | 4 : 0    | Мађарски атлетски клуб |

| Мађарски фискултурни клуб                               | 4 : 0    | Мађарски атлетски клуб |
| ------------------------------------------------------- | -------- | ---------------------- |
| Калман Конрад 10’, 65’ · Имре Таушиг 15’ · Бела Рац 30’ | Извештај |                        |